# Neoeremus
Neoeremus is een geslacht van rechtvleugeligen uit de familie Gryllacrididae. De wetenschappelijke naam van dit geslacht is voor het eerst geldig gepubliceerd in 1937 door Karny.

## Soorten
Het geslacht Neoeremus omvat de volgende soorten:
- Neoeremus oaxacae Hebard, 1932
- Neoeremus rivimeridionalis Karny, 1937